# 10a edició dels Premis Sant Jordi de Cinematografia
La 10a edició dels Premis Sant Jordi de Cinematografia (aleshores oficialment Premios San Jorge) va tenir lloc el 23 d'abril de 1966, patrocinada pel "Cine Forum" de RNE a Barcelona dirigit per Esteve Bassols Montserrat i Jordi Torras i Comamala. Després de dues edicions en que l'entrega es va fer coincidir amb la celebració del Sonimag, aquesta edició es va tornar a la data tradicional d'entrega de premis. La llista de premiats es va fer pública el 2 d'abril.
L'entrega va tenir lloc a l'Hotel Majestic de Barcelona i va estar presidida pel director de RNE i delegat de TVE a Barcelona, Jorge Arandes. En coincidir amb el Xè aniversari de la creació dels premis, es va entregar a cadascun dels membres del jurat una reproducció en miniatura de la Dama del paraigua.

## Premis Sant Jordi
| Categoria                      | Premiat                 | Labor premiada                          |
| ------------------------------ | ----------------------- | --------------------------------------- |
| Millor pel·lícula espanyola    | Estambul 65             | Pel·lícula                              |
| Millor pel·lícula estrenada    | El col·leccionista      | William Wyler                           |
| Millor interpretació espanyola | Julia Gutiérrez Caba    | Nunca pasa nada                         |
| Millor interpretació           | Samantha Eggar          | El col·leccionista                      |
| Millor sala de Barcelona       | Cine Diagonal           | -                                       |
| Millor Cine Club de Catalunya  | Cine Club Molins de Rei | -                                       |
| Premi Especial del Jurat       | Orson Welles            | Pels 25 anys com a director i intèrpret |